# 墨吉細螯寄居蟹
墨吉細螯寄居蟹（学名：Clibanarius merguiensis）为活額寄居蟹科細螯寄居蟹屬下的一个种。